# Runner (2022)
Runner ist ein Filmdrama von Marian Mathias, das im September 2022 beim Toronto International Film Festival seine Premiere feierte.

## Handlung
Die 18-jährige Haas wuchs bei ihrem alleinerziehenden Vater in einer abgelegenen Stadt in Missouri auf, deren Einwohner fast ausschließlich Nachfahren von deutschen Einwandererfamilien sind. Als ihr Vater plötzlich stirbt, muss sie ihn allein in seiner Geburtsstadt am Mississippi beerdigen, im Norden von Illinois, wo auch ihre Mutter ihre letzte Ruhe gefunden hat. Diese hat mit den Folgen des Klimawandels zu kämpfen und ebenfalls mit wirtschaftlichen Problemen. Weil sich die Bestattung aufgrund des Regens, der das Graben unmöglich macht, verzögert, muss Haas dort etwas mehr Zeit verbringen als geplant.
Während sie darauf wartet, dass der Regen nachlässt, freundet sie sich mit Will an, einem anderen jungen Erwachsenen, der dort in der Gegend Arbeit sucht, um seine Familie zu Hause zu unterstützen. Haas und Will fahren gemeinsam mit dem Fahrrad, tauschen Geschichten aus, sprechen über ihre Zukunft und singen Hank-Williams-Lieder. Besonders dessen Gospel-Song I Saw the Light hört Will oft, immer dann, wenn er seine Traurigkeit beiseiteschieben will.

## Produktion
Es handelt sich bei Runner um das Spielfilmdebüt von Marian Mathias, die auch das Drehbuch schrieb, das sie im Torino FilmLab / FeatureLab entwickelte. Mathias stammt aus Brooklyn und machte 2016 ihren Master an der Tisch School of the Arts der New York University und war dort Graduate Departmental Fellow. Ihr Abschlussfilm Give Up The Ghost wurde 2017 bei den Filmfestspielen von Cannes gezeigt.
Die Premiere erfolgte am 9. September 2022 beim Toronto International Film Festival. Ebenfalls im September 2022 wird er beim Internationalen Filmfestival von San Sebastián gezeigt, wo der Film um die Goldene Muschel konkurriert. Im Oktober 2022 erfolgten Vorstellungen beim Chicago International Film Festival. Im November 2022 wurde er beim Márgenes International Film Festival und Ende Januar, Anfang Februar 2023 beim Göteborg International Film Festival gezeigt. Im Juli 2023 wurde er beim Galway Film Fleadh vorgestellt. Anfang September 2023 wird er beim Festival des amerikanischen Films in Deauville im Hauptwettbewerb gezeigt.

## Rezeption

### Kritiken
Roger-Ebert-Kritiker Robert Daniels schreibt, Runner erzähle eine zeitlose, brutale Geschichte aus dem Mittleren Westen, und es sei in den kompakten 76 Minuten schwierig, genau festzulegen, wann die Ereignisse stattfinden. Eine solche absichtliche Mehrdeutigkeit berge jedoch gerade genug Geheimnisse, damit sich diese einfache Handlung bislang unerzählt anfühlt, als ob sie nur in der schnell verblassenden Erinnerung der wenigen Menschen existiert, die sie erlebt haben. Nichts in Runner entwickele sich besonders schnell, was an Marian Mathias’ Filmschnitt liege, der die entspannten, gemächlichen Rhythmen des Kleinstadtlebens im Mittleren Westen perfekt einfange. Es sei ein Dasein, das vom Wetter bestimmt wird. Die opulente Kinematografie in Runner zeige eine evokative Verwendung von Schatten, und das Spiel mit der Dunkelheit in diesen Kompositionen sei eine weitere Figur in einem Film, in dem scheinbar nicht viel passiert. Insgesamt erzähle Runner eine kraftvolle Geschichte von zwei Menschen, die sich finden, als sie am dringendsten Unterstützung brauchen. Runner sei ein großartig gemachter Film eines aufstrebenden Filmemachers, der keine Angst davor habe, verschiedene Facetten  der Trauer anzugehen.

### Auszeichnungen
Chicago International Film Festival 2022
- Nominierung im New Directors Competition (Marian Mathias)

Festival des amerikanischen Films 2023
- Nominierung im Hauptwettbewerb[13]

Göteborg International Film Festival 2023
- Auszeichnung mit dem Ingmar Bergman International Debut Award (Marian Mathias)[15]

Internationales Filmfestival von San Sebastián 2022
- Nominierung im Wettbewerb um die Goldene Muschel
- Lobende Erwähnung der SIGNIS-Jury (Marian Mathias)
- Auszeichnung mit dem Sonderpreis der Jury (Marian Mathias)[8][16][17]